# Joanna Barnes
Joanna Barnes (ur. 15 listopada 1934 w Bostonie, zm. 29 kwietnia 2022 w Sea Ranch) – amerykańska aktorka, pisarka i felietonistka.

## Biografia
Barnes urodziła się w Bostonie jako najstarsza córka Johna Pindara Barnesa (dyrektora w firmie ubezpieczeniowej) i Alice Weston z d. Mutch (gospodyni domowej). Miała dwie młodsze siostry – Alice i Judith, z którymi dorastała na przedmieściach Hingham. Była studentką Milton Academy, a następnie Smith College, gdzie w 1956 roku uzyskała licencjat z filologii angielskiej. W okresie studiów przypadkowo zetknęła się z aktorstwem, które ukierunkowało jej dalszą drogę życiową. Jako aktorka debiutowała w połowie lat 50. epizodycznymi rolami w serialach telewizyjnych i to właśnie takie role stały się jej domeną przez następne dziesięciolecia jej kariery. W filmie zaczęła pojawiać się kilka lat później wraz z podpisaniem kontraktu z Colambia Pictures i przenosinami do Los Angeles.
Podczas swojej kilkudziesięcioletniej kariery wystąpiła w ponad 80 serialach TV i kilkunastu filmach u boku wielu gwiazd światowego kina w dziełach znanych reżyserów. Za rolę Glorii Upson w komedii pt. Ciotka Mame otrzymała nominację do "Złotego Globu" w kategorii dla: "Najlepszej debiutującej aktorki roku". Jej kreacje zawsze spotykały się z bardzo przychylnym przyjęciem krytyków, była ceniona jako jedna z najinteligentniejszych aktorek swojej ery.
Barnes była również pisarką i felietonistką. Jest autorką poradnika na temat stylizacji domu (Starting from Scratch, 1968) oraz kilku powieści (The Deceivers, 1970; Who Is Carla Hart?, 1973; Pastora, 1980; Silverwood, 1985). W większości zostały one dobrze przyjęte przez krytyków, zwłaszcza Pastora, która była bestselerem. Jej felietony i recenzje książek regularnie zamieszczane były w Los Angeles Times, miała również własną kolumnę pt. Touching Home w Chicago Tribune. Jak wyznała w 1973 roku dziennikarzowi Dickowi Kleinerowi lubiła pisarstwo, ponieważ: "jest czymś co robisz samemu. W aktorstwie, jeśli zdobędziesz Oscara albo nagrodę Emmy, musisz dziękować każdemu. Jeśli natomiast napiszesz książkę, jest to zupełnie coś twojego".
Zmarła na raka 29 kwietnia 2022 w swoim domu w Sea Ranch w Kalifornii w wieku 87 lat.

## Życie osobiste
Joanna Barnes była trzykrotnie zamężna. Jej pierwszym mężem był Richard Edward Herndon z którym wystąpiła w związek małżeński w 1955 roku i z którym się rozwiodła po kilku latach. Jej drugim mężem był Lawrence Dobkin z którym wstąpiła w związek małżeński w 1961. Po rozwodzie w 1967 przez dłuższy czas pozostawała nie zamężna. W 1980 poślubiała Jacka Lionela Warnera z którym pozostawała w związku małżeńskim aż do jego śmierci w 2012 roku.

## Filmografia (wybór)

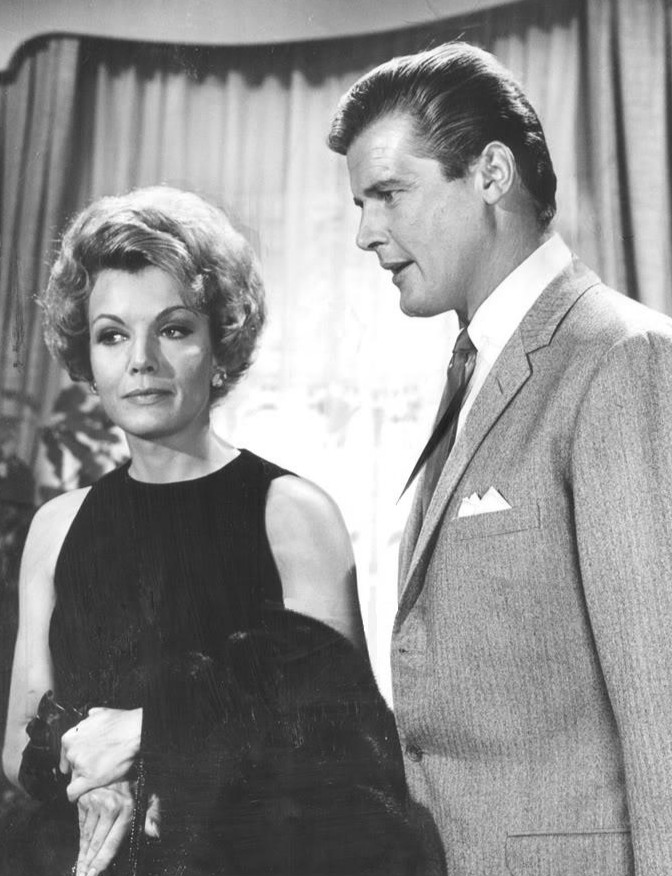
Z Rogerem Moore’em w serialu The Trials of O'Brien (1965)

- (1957-60) Maverick – Daphne Tolliver/Felice de Lassignac/Abby Taylor
- (1958) Bądź w domu przed zmrokiem – Cathy Bergner
- (1958) Ciotka Mame – Gloria Upson
- (1959) 21 Beacon Street – Lola
- (1959) Tarzan, the Ape Man – Jane
- (1960) Spartakus – Claudia Marius
- (1961) Rodzice, miejcie się na baczności – Vicky Robinson
- (1961) Nietykalni – Marcie McKuen
- (1963) The Beverly Hillbillies – Cynthia Fenwick
- (1964) Do widzenia, Charlie – Janie Highland
- (1965-66) The Trials of O'Brien – Katie O'Brien
- (1965) Doktor Kildare – Cynthia Fenwick
- (1967) Wóz pancerny – Lola
- (1967) Nie daj się usidlić – Diane Prescott
- (1968) Mannix – Phyllis Richards
- (1972) Hawaii Five-O – Bonnie Soames
- (1974) Planeta Małp – Carisia
- (1979) Aniołki Charliego – Julia Lathrop
- (1980) Pożegnanie z Planetą Małp – Carsia
- (1980) Remington Steele – Claudette Crockett
- (1987) Napisała: Morderstwo – Lydia Barnett
- (1989) Zdrówko – Valerie Crandell
- (1998) Nie wierzcie bliźniaczkom – Vicki Blake
- (2000) Teraz ty – Lilian